# ハインケルHe51
ハインケルHe51
ブルガリア空軍のハインケルHe-51B (1935)
- 用途：戦闘機
- 分類：複葉機
- 製造者：ハインケル
- 運用者** ナチス・ドイツ（ドイツ空軍）
  - スペイン（ナショナリスト軍）
  - ブルガリア
- 初飛行：1933年5月
- 生産数：700機
- 運用開始：1935年
- 運用状況：退役

He 51は戦間期におけるドイツ空軍（ルフトヴァッフェ）の複葉単座戦闘機である。ナチス・ドイツによる再軍備後の新生ドイツ空軍の最初の主力戦闘機となった。

## 開発
第一次世界大戦に敗れたドイツ軍は航空機の保有を禁じられていた。このためハインケル社はスポーツ機の名目で戦闘機の開発・試作を続けてきた。ハインケル社はHD37、HD38、HD43に続き、1932年にはすぐれた性能を持つ複葉戦闘機He 49aを開発した。空軍再建をすすめるドイツ航空省はHe 49aに注目し、改良を加えたHe 51の試験開発が進められた。He 51は、すでに生産配備されていたAr 65に代る主力機として期待された。
1933年、航空省は宣伝機の名目でHe 51Aを発注。1935年3月1日、ドイツが再軍備宣言をするとHe 51Aは新生ドイツ空軍の主力戦闘機として大いに宣伝された。
He 51Aの評価はAr 65と比べて操縦が難しく、速度は高いが運動性に劣るというものだった。扱いやすく操縦が楽なAr 65に慣れたパイロットたちはHe 51Aの扱いに苦労したという。それでも、問題は機体の性能ではなくパイロットの訓練であるとしてHe 51Aの生産は続行された。
先行型のHe 51Aを最初に、落下式燃料タンクを備えた長距離型He 51B、10 kg爆弾6個を搭載できるラックを装備した戦闘爆撃機型He 51Cがつくられた。1936年10月の生産終了までに458機が生産された。また、フロートをとりつけた水上機型のHe 51B-2も海軍に納入されている。

## 戦歴
大々的に宣伝されたHe 51だが、その実態は既に時代遅れになりつつある羽布張り胴体の複葉機にすぎず、武装は第1次世界大戦の戦闘機と同じ機銃2挺、速度も時速330 kmと同時代の他国の複葉戦闘機と比べても見劣りした。He 51は特に優れたところのない平凡な複葉戦闘機だった。
スペイン内戦が勃発するとドイツはこれに介入し、1936年7月には早速6機のHe 51Aを送り込んだ。ナショナリスト軍（右派反乱軍）のパイロットがこれに搭乗して共和国軍の旧式機を撃墜する戦果をあげている。その後、He 51は次々に送り込まれ11月にはコンドル軍団にHe 51で構成された第88戦闘大隊が編成された。
当初は戦果を上げたHe 51だが、共和国軍がソ連からポリカールポフ I-15を導入するとたちまち弱体さを露呈することになる。I-15は速度と運動性それに武装に優れ、He 51は苦戦した。更に単葉引き込み脚の ポリカールポフ I-16 が登場するとHe 51は全く歯が立たなかった。このためドイツ空軍は新鋭機Bf109の投入を急ぐことになる。空中戦で勝てる見込みのなくなったHe 51は近接地上支援に使われ、この面では少なからぬ戦果があった。スペイン内戦にはHe 51は各型あわせて135機が供給され、46機が生き残った。
ドイツ本国ではAr 68およびBf 109が導入されると早々にHe 51は戦闘機隊から引き揚げられ、以後は練習機として使われた。第二次世界大戦がはじまると練習機として使われていたHe 51は対パルチザン用の戦術攻撃機として他の旧式機とともに投入されている。

## 要目
- エンジン： BMW VI 73Z V型12気筒エンジン （750馬力）×1
- 最大速度： 330 km/h[1]
- 航続距離： 570 km
- 全高： 3.20 m
- 全幅： 11.00 m[1]
- 全長： 8.40 m[1]
- 自重： 1,460 kg
- 武装： 7.92 mm MG 17 機関銃×2